# وادي جبال
وادي جبال، هو واد من أودية تهامة السعودية  يقع جنوب محافظة بارق.

## نبذة عن  وادي جبال
ينحدر من جبال بارق الجنوبية ومن أشهر روافدة وادي العيرية ويقع إلى الشمال من وادي بقرة.